# Kameralamt Geislingen
Das Kameralamt Geislingen war eine Einrichtung des Königreichs Württemberg, die im Amtsbezirk Besitz und Einkommen des Staates verwaltete. Es bestand von 1810 bis 1922 in Geislingen an der Steige. Das Kameralamt wurde im Rahmen der Neuordnung der Staatsfinanzverwaltung im Königreich Württemberg geschaffen.

## Geschichte
Im Jahr 1810 wurde das Kameralamt Geislingen aus folgenden Gebieten errichtet:
- den von Bayern an Württemberg abgetretenen vormals Ulmischen (die Orte Geislingen, Altenstadt, Amstetten, Aufhausen, Bräunisheim, Gingen, Gross-Süssen, Hausen, Hofstett-Emerbuch, Kuchen, Oppingen, Schalkstetten, Steinenkirch, Stötten, Stubersheim, Türkheim, Überkingen, Unterböhringen, Waldhausen und Weiler umfassenden) Gebieten.
- den ritterschaftlichen (zum Kanton Kocher gehörigen, 1806 an Bayern und 1810 an Württemberg gekommenen) Besitzungen des Grafen von Rechberg zu Donzdorf, nämlich die Herrschaft Donzdorf mit den dazugehörigen Weilern und Höfen, die Herrschaft Weissenstein zu der Weissenstein, Böhmenkirch, Nenningen, Schnittlingen und Treffelhausen gehörten, des Grafen von Degenfeld-Schomburg zu Eybach, nämlich Eybach mit mehreren Höfen. Und der früheren Bubenhofenschen Herrschaft Klein-Süssen, seit 1826 dem Grafen von Rechberg gehörig.

Bei der Neuorganisation der Kameralämter vom 6. Juni 1819 wurde dem Kameralamt Geislingen der Ort Ettlenschieß (bisher Oberamt Albeck) vom Kameralamt Langenau zugeteilt.
Durch die Verfügung des Finanzministeriums vom 2. Januar 1839 wurden die zum Oberamtsbezirk Ulm gehörigen Orte Ettlenschiess und Urspring an das Kameralamt Ulm abgetreten.
Gemäß Verordnung vom 6. März 1843 hatte das Kameralamt Geislingen die Orte Deggingen, Ditzenbach, Drackenstein, Gosbach, Hohenstadt, Mühlhausen, Reichenbach, Westerheim und Wiesensteig vom aufgelösten Kameralamt Wiesensteig übernommen.